# Hermann Romberg
Hermann Romberg (ryska: Герман Яковлевич Ромберг, German Jakovlevitj Romberg), född 6 november 1836 i Bromberg, död 6 juli 1898 i Berlin, var en tysk-rysk astronom.
Romberg studerade i Berlin, blev 1862 astronom vid Joseph Gurney Barclays observatorium i Leyton vid London, 1864 assistent vid observatoriet i Berlin, 1873 adjunkt och 1876 "äldre astronom" vid Pulkovo-observatoriet. 
Förutom talrika observationer av planeter, kometer och dubbelstjärnor blev Romberg mest känd för sin Catalog von 5634 Sternen (1891), grundad på 33 000 meridianobservationer 1874-80. En ny observationsserie påbörjades 1881, men avbröts 1894, då hans tvingades lämna Pulkovo.